# Arnaud Gauthier-Rat
Arnaud Gauthier-Rat, né le 22 octobre 1996 à Saint-Maurice, dans le Val-de-Marne, est un joueur de beach-volley français.

## Biographie

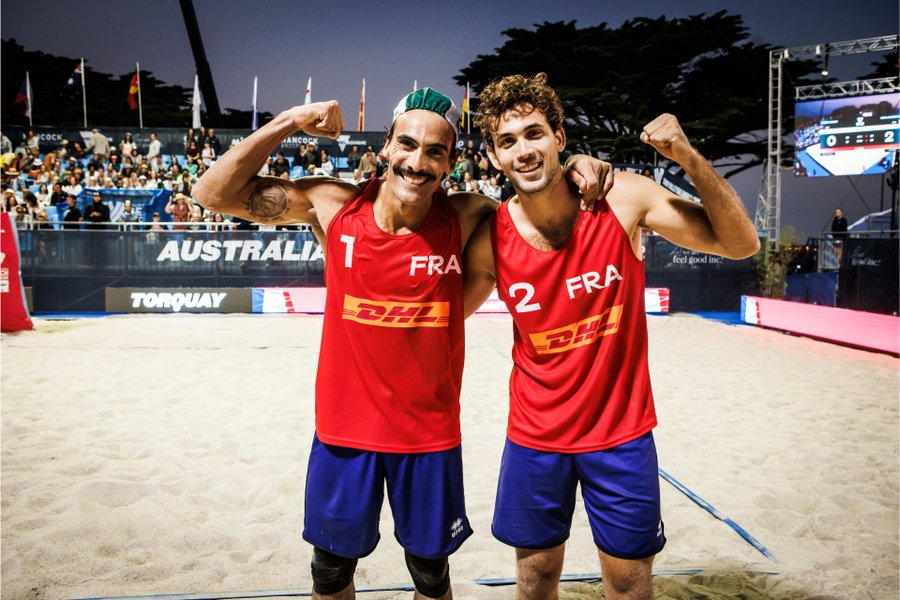
Youssef Krou et Arnaud Gauthier-Rat après leur victoire au Élite 16 de Torquay en 2022.

Arnaud est né et a grandi dans le sport. Son grand père, Michel Rat compte 81 sélections en équipe de France masculine de basket-ball entre 1959 et 1967. Sa grande sœur Marion a été vice-championne de France de volley-ball avec Nantes et compte 19 sélections avec l'équipe de France. C'est dans ce contexte familial qu'Arnaud s'exerce à de nombreuses activités sportives, notamment le ping-pong. A l'âge de 15 ans, il commence à jouer au volley à Charenton-le-Pont, et au beach-volley l'été, sur les plages.
Il progresse très vite et intègre Le pôle espoir de Châtenay-Malabry puis le Centre national de volley-ball (CNVB) au bout d'un an de pratique. Étant de plus en plus attiré par le volley de plage, il décide de rejoindre le pôle France du beach-volley à Toulouse. Dans les catégories jeunes, il est notamment associé à Arnaud Loiseau, avec qui il glanera deux médailles européennes en 2015 et 2016. À partir de 2018, il est fait la paire avec Quincy Ayé. Ils afficheront de grandes ambitions en décrochant le titre de champion de France en 2019 ainsi que de belles places d'honneur dans des tournois importants (9e au Finales du World Tour à Rome en 2019).
Fin 2021, après deux années marquées par les restrictions sanitaires dues à la pandémie de Covid-19, et la refonte du circuit mondial par Volleyball World, il entame une collaboration avec Youssef Krou. Ensemble, ils monteront en puissance tout au long de la saison 2022 jusqu'à remporter le tournoi Elite 16 de Torquay, en Australie et terminer l'année à la 15e place du classement mondial,.
En 2024, il est qualifié pour participer aux Jeux olympiques d'été de Paris 2024, toujours en paire avec Youssef Krou.
En parallèle de son projet sportif, Arnaud suis un cursus d'ingénieur en électronique et informatique à l'INSA de Toulouse.

## Palmarès
| Année | Palmarès |
| ----- | --- |
| 2015  | Médaillé d'argent aux championnats d'Europe des moins de 20 ans avec Arnaud Loiseau |
| 2016  | Médaillé de bronze aux championnats d'Europe des moins de 22 ans avec Arnaud Loiseau |
| 2017  | Vainqueur du tournoi CEV Satellite de Göteborg en Suède avec Arnaud Loiseau Troisième du tournoi CEV Satellite de Vaduz au Liechtenstein avec Arnaud Loiseau Troisième du tournoi CEV Satellite de Bakou en Azerbaïdjan avec Maxime Thierci |
| 2019  | Deuxième de la Continentale Cup à Larnaca à Chypre avec Quincy Ayé · Deuxième du tournoi WT1 de Montpellier en France avec Quincy Ayé · Champion de France de Beach Volley au Touquet avec Quincy Ayé                                       |
| 2021  | Vainqueur du tournoi WT1 de Montpellier en France avec Quincy Ayé |
| 2022  | Vainqueur du tournoi Elite16 de Torquay en Australie avec Youssef Krou |
| 2023  | Finaliste du tournoi Challenge d'Itapema au Brésil avec Youssef Krou Troisième du tournoi Futures de Lille en France avec Youssef Krou Finaliste du tournoi Futures de Montpellier en France avec Rémi Bassereau                            |
| 2024  | Finaliste du tournoi Challenge de Xiamen en Chine avec Youssef Krou · Vainqueur de la Coupe Européenne des Nations avec l'équipe de France                                                                                                  |